# Рей Роса, Родриго
Родриго Рей Роса (исп. Rodrigo Rey Rosa; 4 ноября 1958, Гватемала) — гватемальский писатель.

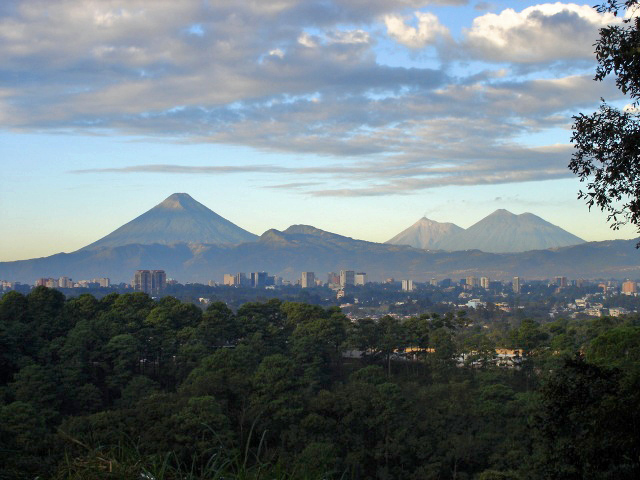
Вулканы вокруг г. Гватемала

## Биография
C 1981 жил в США и Марокко. В США учился в киношколе, не закончил её. В Танжере познакомился с П. Боулзом, перевёл несколько его романов, а Боулз перевёл роман и два сборника рассказов Рея Росы. Рей Роса — распорядитель литературного наследия супругов Боулз.
В настоящее время живет в г. Гватемала.

## Творчество
Автор новелл, романов, путевых записок. Проза Рея Росы сложилась под воздействием Борхеса, Бьоя Касареса, Боулза.

## Публикации
- El cuchillo del mendigo (1986, новеллы, в 1985 были опубликованы в англ. пер. П.Боулза)
- El agua quieta (1990, новеллы, в 1989 были опубликованы в англ. пер. П.Боулза)
- Cárcel de árboles (1991, роман, англ. пер П.Боулза)
- Lo que soñó Sebastián (1994, роман, переизд. 2000, экранизирован автором в 2004)
- El cojo bueno (1996, роман)
- Que me maten si… (1996, роман, переизд. 1997)
- Ningún lugar sagrado (1998, новеллы, переизд. 1999)
- La orilla africana (1999, роман)
- Piedras encantadas (2001, роман)
- El tren a Travancore. Cartas indias (2001, путевые записки)
- Noche de piedras (2002, роман)
- Otro zoo (2005, новеллы, переизд. 2007)
- Caballeriza (2006, роман, переизд. 2007)
- Siempre juntos y otros cuentos (2008, новеллы)

## Признание
Проза Рея Росы переведена на японский и многие европейские языки. Он — лауреат национальной литературной премии Мигеля Анхеля Астуриаса (2005).

## Издания на русском языке
- Зачарованные камни. М.: Флюид/Free Fly, 2005